# 세일중학교 축구부
세일중학교 축구부는 서울특별시에 위치한 세일중학교의 축구부이다. 50년 역사와 전통을 자랑하는 축구 명문팀이다.

## 출신 인물
• 송범근

## 같이 보기
- 세일중학교